# Stade Giulite Coutinho
Le Stade Giulite Coutinho (en portugais : Estádio Giulite Coutinho), également connu sous le nom de Stade Édson Passos (en portugais : Estádio Édson Passos), est un stade de football brésilien situé à Cosmorama, quartier de la ville de Mesquita dans l'État de Rio de Janeiro.
Le stade, doté de 13 544 places et inauguré en 2000, sert d'enceinte à domicile aux équipes de football de l'America et du Nova Iguaçu FC.
Le stade porte le nom de Giulite Coutinho, ancien président de l'America et de la Confédération brésilienne de football.

## Histoire
Le stade (également surnommé Stade Édson Passos car il est situé près de la gare Édson Passos) est inauguré le 23 janvier 2000 devant 4 000 spectateurs, lors d'une victoire 3-1 des locaux de l'America contre une sélection de joueurs de l'État de Rio (le premier but au stade étant inscrit par Sorato, joueur de la sélection carioca).
Le record d'affluence au stade est de 9 681 spectateurs, lors d'une victoire 2-0 de Fluminense contre Cruzeiro le 17 juillet 2016.
Lors de la saison 2016, le club de Fluminense joue quelques matchs à domicile au stade Giulite Coutinho, son stade étant en rénovation.

## Événements
- 2011 : Jeux mondiaux militaires d'été